# Trucy-sur-Yonne
Trucy-sur-Yonne é uma comuna francesa na região administrativa de Borgonha-Franco-Condado, no departamento de Yonne. Estende-se por uma área de 8,38 km². Em 2010 a comuna tinha 142 habitantes (densidade: 16,9 hab./km²).